# Harveys

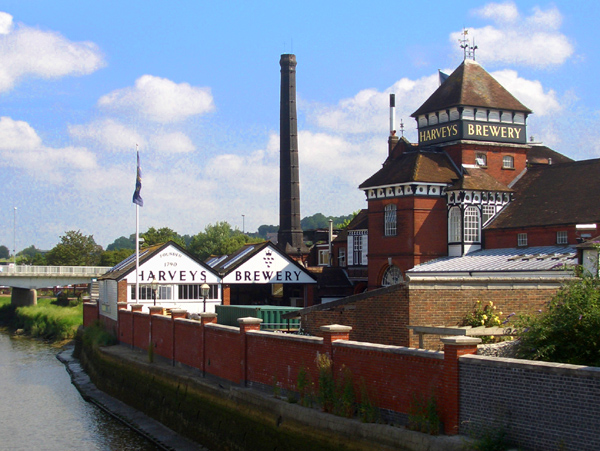
Harveys Brewery.

Harvey & Son (Lewes) Ltd, bryggeri i Lewes, East Sussex, Storbritannien. Bryggeriet producerar real ale och invigdes 1790. 

## Exempel på varumärken
- XX Mild Ale
- Sussex Best Bitter
- Armada Ale